# Вращательное движение
Враща́тельное движе́ние — вид механического движения. При вращательном движении материальная точка описывает окружность. При вращательном движении абсолютно твёрдого тела все его точки описывают окружности, расположенные в параллельных плоскостях. Центры всех окружностей лежат при этом на одной прямой, перпендикулярной к плоскостям окружностей и называемой осью вращения. Ось вращения может располагаться внутри тела (тогда речь идёт о его осевом вращении, вокруг собственной оси) и за его пределами (тогда речь идёт о его орбитальном вращении — вокруг оси в другом теле или внешнем центре масс).  Ось вращения в данной системе отсчёта может быть как подвижной, так и неподвижной. Например, в системе отсчёта, связанной с Землёй, ось вращения ротора генератора на электростанции неподвижна.
При выборе некоторых осей вращения, можно получить сложное вращательное движение — сферическое движение, когда точки тела движутся по сферам. При вращении вокруг неподвижной оси, не проходящей через центр тела или вращающуюся материальную точку, вращательное движение называется круговым.

## Основной закон динамики вращательного движения
Производная по времени от момента количества движения механической системы относительно неподвижной инерциальной системы отсчёта точки или центра инерции системы равна главному моменту относительно той же точки всех внешних сил, приложенных к системе.

## Характеристики вращения тела

### Кинематическиехарактеристики
Вращение характеризуется углом {\displaystyle \varphi }, измеряющимся в градусах или радианах, угловой скоростью {\displaystyle \omega ={\frac {d\varphi }{dt}}} (измеряется в рад/с) и угловым ускорением {\displaystyle \epsilon ={\frac {d^{2}\varphi }{dt^{2}}}} (единица измерения — рад/с²).
При равномерном вращении ({\displaystyle T} — период вращения),
- Частота вращения  — число оборотов в единицу времени.

{\displaystyle \nu ={1 \over T}={\omega  \over 2\pi },}
- Период вращения — время одного полного оборота. Период вращения {\displaystyle T} и его частота {\displaystyle \nu } связаны соотношением {\displaystyle T=1/\nu }.

- Линейная скорость точки, находящейся на расстоянии {\displaystyle R} от оси вращения

{\displaystyle v={2\pi \nu R}={2\pi R \over T},}
- Угловая скорость вращения тела — аксиальный вектор (псевдовектор).

{\displaystyle \omega ={2\pi \nu }={2\pi  \over T}.}

### Динамическиехарактеристики
Свойства твердого тела при его вращении описываются моментом инерции твёрдого тела. Эта характеристика входит в дифференциальные уравнения, полученные из уравнений Гамильтона или Лагранжа. Кинетическую энергию вращения можно записать в виде:
{\displaystyle E={\frac {\omega ^{2}J}{2}}={2\pi ^{2}\nu ^{2}J}.}
В этой формуле момент инерции играет роль массы, а угловая скорость — роль скорости. Момент инерции выражает геометрическое распределение массы в теле и может быть найден из формулы 
{\displaystyle J=\int r^{2}dm.}
- Момент инерции —  физическая величина, мера инертности тела во вращательном движении. Характеризует распределение масс в теле. Различают осевой и центробежный момент инерции. Осевой момент инерции определяется равенством:

{\displaystyle J_{a}=\sum _{i=1}^{n}m_{i}r_{i}^{2},}
где {\displaystyle m_{i}} — масса, {\displaystyle r_{i}} — расстояние от {\displaystyle i}-й точки до оси.